# Cawker City
Cawker City è un comune degli Stati Uniti d'America, situato nello Stato del Kansas, nella contea di Mitchell.